# Gonow Alter
Die SUV-Modelle Alter und Shuaijian waren Sport Utility Vehicles der chinesischen Automarke Gonow und wurden ab 2003 als erstes Modell des Herstellers produziert. Der Alter stellte von beiden als Nutzfahrzeug den Pick-up.
Zur Standardausstattung zählten Zentralverriegelung mit Fernbedienung, SABS, Dachantenne, Rückfahrsensoren und Rückfahrkamera, LCD-Monitor im Armaturenbrett, Lederausstattung und Holzdekor sowie grünes UV-Filterglas. 
Als Motorisierung stellte Gonow Auto zwei verschiedene Ottomotor-Typen sowie eine Dieselversion mit EGR zur Wahl. Das Einsteigermodell stellte der Dieselmotor des Typs 4JB1, welcher von 67,6 kW beim Alter und 57 oder wahlweise 67,6 kW beim Shuaijian aufwies. Dessen Hubraum lag bei 2771 cm³. In der Mitte wurde der Ottomotor des Types GA491QE gestellt, welcher bei einem Hubraum von 2237 cm³ und EFI eine Leistung von 75 kW bot. Die Topmotorisierung der beiden Schwestermodelle war dem Alter vorbehalten. Hier sorgte ein weiterer Ottomotor des Types 4G64S4M für den Antrieb, der bei einem Hubraum von 2351 cm³ eine Leistung von 92 kW stellte. Dieser war allerdings auch die einzige Variante mit Allradantrieb.
2012 wurde die Produktion des SUV Gonow Alter eingestellt. Der Pick-up wurde zunächst beibehalten. In Bezug auf die zwei Jahre zuvor stattfindende Übernahme durch die GAC wurde die Modellbezeichnung auf 300 geändert.
Spätestens mit der Einstellung der Marke Gonow 2016 wurde auch dieses Modell eingestellt.